# Antonin Manavian
Antonin Manavian (* 26. April 1987 in Paris) ist ein ehemaliger französischer Eishockeyspieler armenischer Abstammung, der im Verlauf seiner aktiven Karriere zwischen 2004 und 2024 unter anderem über 450 Spiele für die Dragons de Rouen, Brûleurs de Loups de Grenoble und Ducs d’Angers in der französischen Ligue Magnus auf der Position des Verteidigers bestritten hat. Insgesamt gewann Manavian in dieser Zeit viermal die französische Meisterschaft.

## Karriere
Antonin Manavian begann seine Karriere als Eishockeyspieler in der Saison 2004/05 in der drittklassigen Division 2 beim Hockey Club du Havre. In derselben Spielzeit gab er sein Debüt im professionellen Eishockey, als er einmal für Le Havres Kooperationspartner Dragons de Rouen in der Ligue Magnus, der höchsten französischen Eishockeyliga, auf dem Eis stand. In der folgenden Spielzeit lief der Verteidiger in der kanadischen Juniorenliga Ligue de hockey junior majeur du Québec (LHJMQ) für die Titan d’Acadie-Bathurst, die ihn beim CHL Import Draft 2005 ausgewählt hatten, und Olympiques de Gatineau auf.

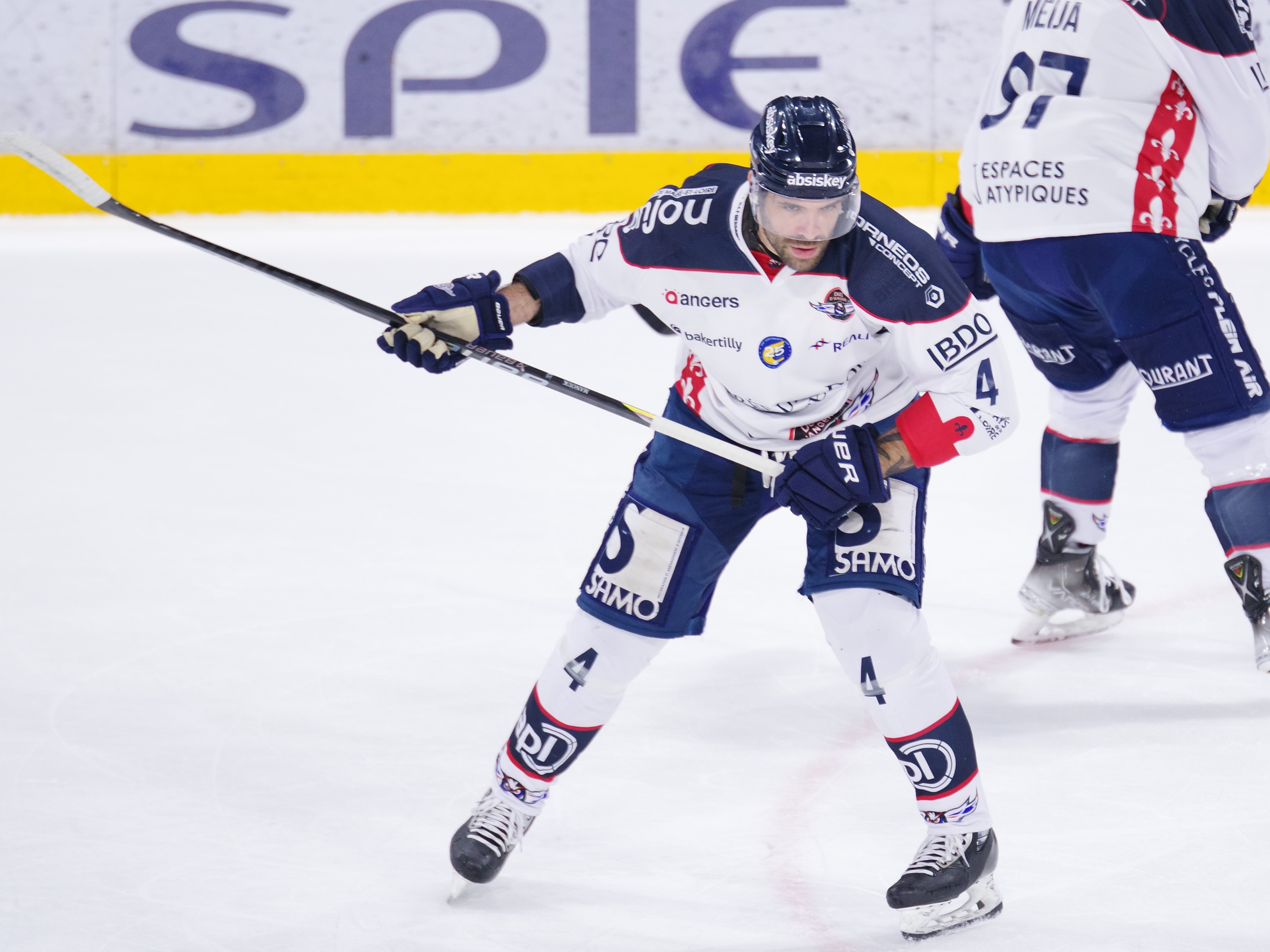
Manavian im Trikot der Ducs d’Angers (2023)

Im Sommer 2006 kehrte Manavian nach Frankreich zurück, wo er in den folgenden vier Jahren für das Spitzenteam Brûleurs de Loups de Grenoble spielte. Mit Grenoble gewann Manavian in den Jahren 2007 und 2009 den französischen Meistertitel. Zudem gewann er mit seiner Mannschaft in den Jahren 2008 und 2009 jeweils die Coupe de France und die Trophée des Champions sowie in den Jahren 2007 und 2009 die Coupe de la Ligue. Er selbst wurde 2010 in das All-Star-Team der Ligue Magnus gewählt. Die Saison 2010/11 begann der Nationalspieler bei den Bakersfield Condors in der nordamerikanischen ECHL, für die er in sieben Spielen ein Tor erzielte. Im November 2010 unterzeichnete er einen Kontrakt bei den Ducs d’Angers, für die er bis Saisonende in 20 Spielen vier Tore erzielte und neun Vorlagen gab. Zur Saison 2011/12 kehrte er zu den Dragons de Rouen zurück, bei denen er seine Karriere begonnen hatte und gewann mit dem Klub sowohl den IIHF Continental Cup als auch die französische Meisterschaft.
Für die Saison 2012/13 verpflichtete der Franzose sich eine Saison beim HC Innsbruck aus der österreichischen Erste Bank Eishockey Liga (EBEL), wobei er der Spieler mit den meisten Strafminuten wurde. Anschließend spielte er wieder für Rouen, wo er mit dem Klub 2014 den Coupe de la Ligue und ein Jahr später die Coupe de France erringen konnte, ehe er 2015 zum ungarischen Klub Fehérvár AV19 in die EBEL zurück wechselte. Im Mai 2017 unterschrieb Manavian einen Vertrag bei den Krefeld Pinguinen aus der Deutschen Eishockey Liga (DEL), wurde aber noch vor Saisonstart freigestellt. Anschließend kehrte er zu den Ducs d’Angers nach Frankreich zurück und absolvierte drei Partien für den Klub, ehe er erneut von Fehérvár AV19 verpflichtet wurde.
Zu Beginn der Spielzeit 2018/19 stand er beim kroatischen EBEL-Teilnehmer KHL Medveščak Zagreb unter Vertrag, ehe er im Dezember 2018 zu den Brûleurs de Loups de Grenoble zurückkehrte, mit denen er 2019 noch einmal französischer Meister wurde. Nachdem er die Saison 2020/21 bei den Rødovre Mighty Bulls in der dänischen Metal Ligaen verbracht hatte, spielt er ab dem Sommer 2021 wieder für die Ducs d’Angers, mit denen er 2022 die Coupe de France gewann und im Ligabetrieb Vizemeister wurde. Über den Sommer 2024 hinaus wurde der Vertrag des 37-Jährigen nicht verlängert, der daraufhin im Februar 2025 das Ende seiner aktiven Karriere bekannt gab.

### International

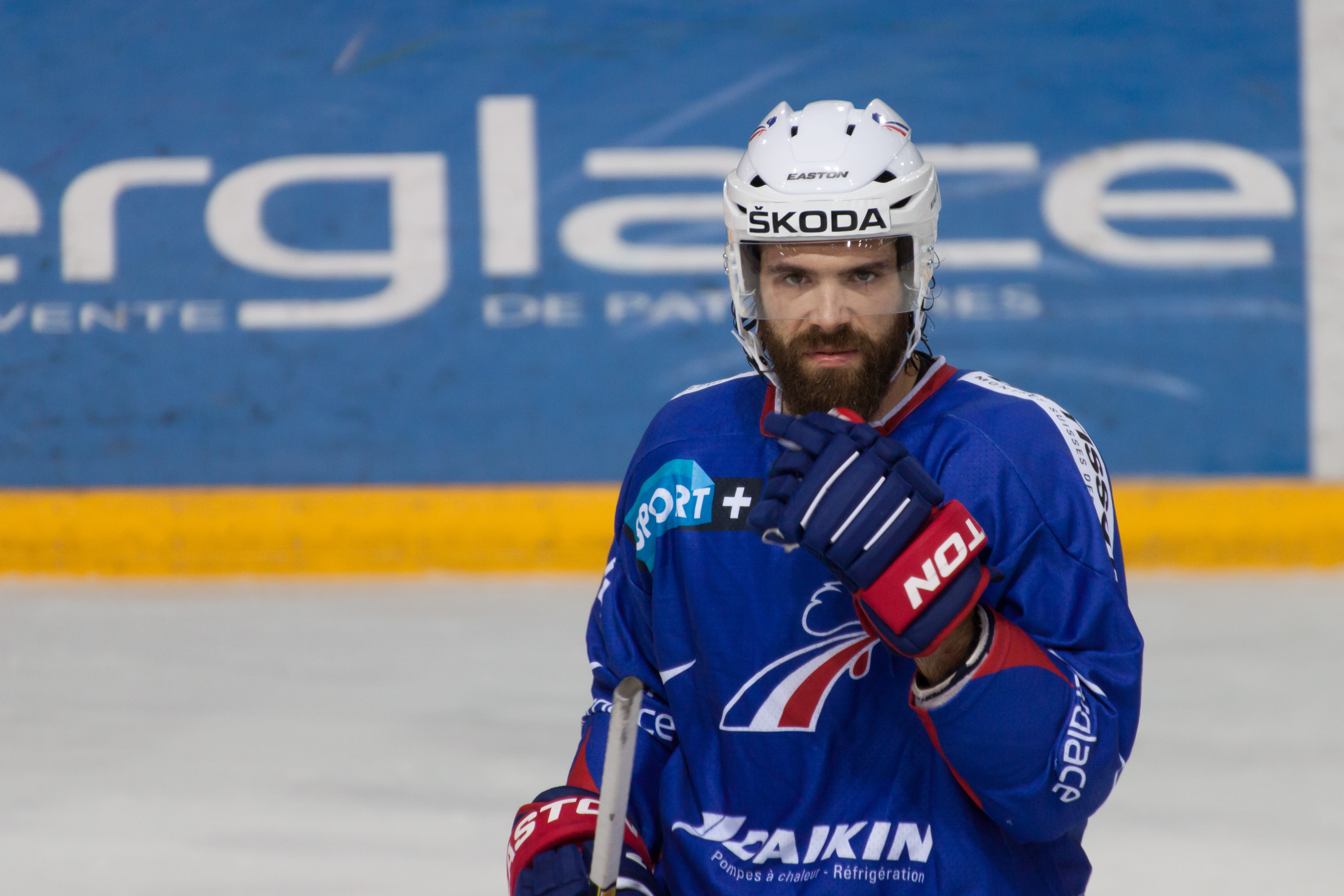
Manavian als Spieler der französischen Nationalmannschaft (2013)

Für Frankreich nahm Manavian im Juniorenbereich an den U18-Junioren-Weltmeisterschaften der Division I 2004 und 2005 sowie den U20-Junioren-Weltmeisterschaften der Division I 2006 und 2007 teil.
Im Seniorenbereich stand er im Aufgebot seines Landes bei den Weltmeisterschaften der Top-Division 2009, 2010, 2012, 2013, 2014,  2015, 2017, 2018 und 2019 sowie bei den Qualifikationsturnieren für die Olympischen Winterspiele 2010 in Vancouver, 2014 in Sotschi,  2018 in Pyeongchang und 2022 in Peking.

## Erfolge und Auszeichnungen
| - 2007 Französischer Meister mit den Brûleurs de Loups de Grenoble - 2007 Coupe-de-la-Ligue-Gewinn mit den Brûleurs de Loups de Grenoble - 2008 Trophée-des-Champions-Gewinn mit den Brûleurs de Loups de Grenoble - 2008 Coupe-de-France-Gewinn mit den Brûleurs de Loups de Grenoble - 2009 Trophée-des-Champions-Gewinn mit den Brûleurs den Loups de Grenoble - 2009 Französischer Meister mit den Brûleurs den Loups de Grenoble - 2009 Coupe-de-la-Ligue-Gewinn mit den Brûleurs den Loups de Grenoble - 2010 Ligue Magnus All-Star Team | - 2012 IIHF-Continental-Cup-Gewinn mit den Dragons de Rouen - 2012 Französischer Meister mit den Dragons de Rouen - 2014 Coupe-de-la-Ligue-Gewinn mit den Dragons de Rouen - 2015 Coupe-de-France-Gewinn mit den Dragons de Rouen - 2019 Französischer Meister mit den Brûleurs den Loups de Grenoble - 2022 Coupe-de-France-Gewinn mit den Ducs d’Angers - 2022 Französischer Vizemeister mit den Ducs d’Angers |

## Karrierestatistik

### International
Vertrat Frankreich bei:
| - U18-Junioren-Weltmeisterschaft der Division I 2004 - U18-Junioren-Weltmeisterschaft der Division I 2005 - U20-Junioren-Weltmeisterschaft der Division I 2006 - U20-Junioren-Weltmeisterschaft der Division I 2007 - Qualifikationsturnier für die Olympischen Winterspiele 2010 - Weltmeisterschaft 2009 - Weltmeisterschaft 2010 - Weltmeisterschaft 2012 - Qualifikationsturnier für die Olympischen Winterspiele 2014 | - Weltmeisterschaft 2013 - Weltmeisterschaft 2014 - Weltmeisterschaft 2015 - Qualifikationsturnier für die Olympischen Winterspiele 2018 - Weltmeisterschaft 2017 - Weltmeisterschaft 2018 - Weltmeisterschaft 2019 - Beat Covid-19 Ice Hockey Tournament - Qualifikationsturnier für die Olympischen Winterspiele 2022 |

(Legende zur Spielerstatistik: Sp oder GP = absolvierte Spiele; T oder G = erzielte Tore; V oder A = erzielte Assists; Pkt oder Pts = erzielte Scorerpunkte; SM oder PIM = erhaltene Strafminuten; +/− = Plus/Minus-Bilanz; PP = erzielte Überzahltore; SH = erzielte Unterzahltore; GW = erzielte Siegtore; 1 Play-downs/Relegation; Kursiv: Statistik nicht vollständig)